# Jordi Munell i Garcia
Jordi Munell i Garcia (Ripoll, 17 de novembre de 1965) és un polític català, va ser batlle de Ripoll i diputat al Parlament de Catalunya entre l'onzena i la tretzena legislatura.

## Biografia
És llicenciat en ciències físiques per la Universitat Autònoma de Barcelona, Màster en Microelectrònica per la UAB-Centro Nacional de Microelectrónica, MBA per la Universitat de Girona, i va obtenir un diploma en Comerç Exterior per la Universitat de Vic i un diploma en Gestió d'Emergències i Protecció Civil per la Universitat de València. Des de 1990 ha impulsat diferents iniciatives emprenedores en el sector serveis; de 1996 a 2011 ha treballat com a professor d'ensenyament secundari i batxillerat a l'Escola Vedruna de Ripoll.
Militant de la Joventut Nacionalista de Catalunya i de Convergència Democràtica de Catalunya des de 1986, ha estat elegit regidor de l'ajuntament de Ripoll per la coalició electoral Convergència i Unió des de les eleccions municipals de 1991, en diferents etapes a l'oposició i al govern municipal. El 2007 va liderar els resultats electorals, però no va aconseguir formar govern. A les eleccions municipals de 2011 fou escollit alcalde de Ripoll –el cinquè de l'actual etapa democràtica- encapçalant la llista de Convergència i Unió. Tot plegat després d'obtenir la majoria amb nou regidors i el 48% dels vots. Va succeir en el càrrec a Teresa Jordà (Esquerra Republicana de Catalunya) que havia sigut alcaldessa entre el 2003 i el 2011 gràcies a formar coalició amb el PSC. L'any 2015 va tornar a aconseguir majoria absoluta amb 11 de 17 regidors. L'any 2019 va revalidar per tercer mandat l'alcaldia amb una majoria simple de 8 regidors.
A les eleccions al Parlament de Catalunya de 2015 fou elegit diputat dins la llista gironina de Junts pel Sí. A les eleccions al Parlament de Catalunya de 2017 i a les eleccions de 2021 fou reescollit, aquesta vegada amb la llista de Junts per Catalunya.